# Odontosyllis langerhansiaesetosa
Odontosyllis langerhansiaesetosa är en ringmaskart som beskrevs av Hartmann-Schröder 1979. Odontosyllis langerhansiaesetosa ingår i släktet Odontosyllis och familjen Syllidae. Inga underarter finns listade i Catalogue of Life.